# Мяяття, Пиркко
Пиркко Мяяття (фин. Pirkko Määttä; 7 марта 1959 года, Куусамо) — финская лыжница, призёрка Олимпийских игр, чемпионка мира, призёрка этапов Кубка мира.

## Карьера
В Кубке мира Мяяття дебютировала в 1982 году, в декабре 1988 года впервые попала в тройку лучших на этапе Кубка мира. Всего в личных гонках имеет на своём счету 2 попадания в тройку лучших на этапах Кубка мира. Лучшим достижением Мяятти в общем итоговом зачёте Кубка мира являются 9-е места в сезонах 1985/86 и 1988/89.
На Олимпийских играх 1984 года в Сараево, завоевала бронзу в эстафете, а также стала 19-й в гонке на 10 км классикой, 10-й в гонке на 5 км коньком и 9-й в гонке на 20 км классикой.
На Олимпийских играх 1988 года в Калгари, вновь завоевала бронзу в эстафетной гонке, кроме того заняла 16-е место в гонке на 5 км классикой и 7-е место в гонке на 10 км классикой.
На Олимпийских играх 1992 года в Альбервиле заняла 17-е место в гонке на 15 км классикой и 4-е место в эстафете.
На Олимпийских играх 1994 года в Лиллехаммере показала следующие результаты: 5 км классикой – 9-е место, гонка преследования – 15-е место, эстафета – 4-е место, 30 км классикой – 14-е место.
За свою карьеру принимала участие в пяти чемпионатах мира, наиболее удачно выступила на чемпионате мира-1989, где завоевала три медали, по одной каждого достоинства.